# Sayf al-Dawla

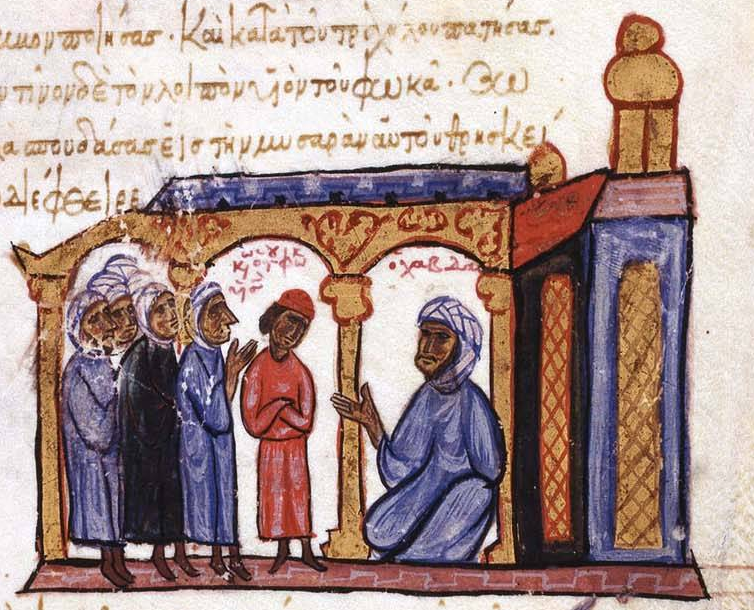
Sayf al-Dawla en su corte

Sayf al-Dawla o Saif al-Daulá fue el señor y fundador del más importante principado hamdánida del norte de Siria. Gobernó en el periodo 945–967 desde Alepo. Su reinado se caracterizó por las yihads constantes contra el Imperio bizantino,que duraron veinte años, y por su mecenazgo de filósofos y poetas. Se le considera la encarnaciónl ideal del caballero árabe.
Era el segundo hijo de Abdalá Abú al-Haya, poderoso gobernador abasida que había desempeñado un importante papel en la efímera insurrección de al-Qahir contra Al-Muqtadir en 927, y que resultó muerto cuando esta fracasó. Comenzó su carrera como señor de la ciudad de Wasit y pronto se vio envuelto en las luchas del califa abasida, que gobernaba desde la cercana Bagdad. En seguida se dio cuenta de que el mayor potencial estaba en el oeste, en Siria, entonces bajo el dominio de la dinastía ijsidí, que también gobernaba Egipto.
En el año 946, se adueñó de Alepo con la ayuda de los Banu Kilab de la comarca y al año siguiente, después de dos intentos fallidos, tomó Damasco. Entonces dirigió su ejército contra Egipto y conquistó Ramla, pero fue incapaz de ir más allá. A continuación, negoció un tratado de paz con los ijsidíes, y se concentró en combatir al Imperio bizantino. Cada año, desde 950 hasta su muerte, tuvo algún conflicto armado con los bizantinos; normalmente encabezó las campañas en Asia Menor. Obtuvo una gran victoria en 953, cerca de Kahramanmaras, en la que pereció el patricio León Maleno, Bardas Focas fue herido y su hijo Constantino, capturado. Durante los tres años siguientes, consiguió más victorias, en las que perdieron la vida varios jefes bizantinos. Pero en septiembre de 958, a la vuelta de una incursión victoriosa, sus tropas, cargadas con el botín, fueron emboscadas y debeladas en Raban por León Focas, hermano de Nicéforo Focas, y Constantino Maleno, pariente del noble caído en 953. Saif al-Daulá escapó, pero los bizantinos habían conseguido invertir la dinámica de la guerra. En 962, un ejército al mando de Nicéforo Focas avanzó hacia Cilicia y Siria. A mediados de diciembre, los bizantinos aparecieron ante Alepo. Saif al-Daulá huyó de su palacio, que estaba a las afueras de la ciudad. La magnífica construcción fue saqueada, así como la ciudad y los alrededores, pero los bizantinos se retiraron una semana después.
Saif al-Daulá se rodeó de prominentes intelectuales, como los poetas Al-Mutanabbi y Abú Firas y el filósofo Al-Farabi.

## Orígenes y familia

Árbol genealógico de la dinastía hamdaní

Saif al-Daulá se llamaba Alí ibn Abdalá y era el segundo hijo de Abdalá Abú'l-Haycha ibn Hamdan (fallecido en el 929), quien era a su vez hijo de  Hamdán ibn Hamdun ibn al-Jariz, el epónimo de la dinastía hamdaní. Los hamdaníes eran un grupo de los Banu Taglib, una tribu árabe que moraba en la Mesopotamia superior desde antes de la expansión musulmana. Los taglibíes habían dominado Mosul y su comarca hasta finales del siglo IX, cuando el Califato abasí trató de hacerse con el control directo de la zona. Hamdán ibn Hamdun fue uno de los notables taglibíes más decidido a impedirlo. Para ello se coligó con los kurdos que habitaban las montañas al norte de Mosul, acto que tuvo considerable trascendencia en el futuro de la familia. Miembros de esta se casaron con kurdos, que ocupaban también importantes puestos en el ejército hamdaní.
Ibn Hamdun fue vencido y encarcelado junto con sus parientes en el 895, pero su hijo Huseín ibn Hamdán salvó a la familia. Reunió tropas entre los taglibíes para servir al califa a cambio del perdón de ciertos tributos e impuso su influencia en la Mesopotamia superior en calidad de mediador entre las autoridades abasíes y la población árabe y kurda de la región. Su poder en la zona le permitió a la familia sobrellevar las frecuentes crisis en la relación con el Gobierno abasí de Bagdad durante el siglo X. Ibn Hamdán fue un general victorioso que se distinguió en las luchas con los jariyíes y los tuluníes, pero cayó en desgracia por apoyar al fallido usurpador Abdalá ibn al-Mutaz en el 908. Su hermano menor Ibrahim era gobernador de Diyar Rabi'a (la provincia con capital en Nísibis) en el 919 y tras su muerte al año siguiente heredó el puesto otro de los hermanos Daud. Abdalá, el padre de Saif al-Daulá fue emir (gobernador) de Mosul del 905/6 al 913/4, luego cayó en desgracia varias veces pero volvió a recobrar el favor del califa; volvió a dominar Mosul en el 925/6. Estaba estrechamente ligado al poderoso Munis al-Muzafar, y luego tuvo un destacado papel en la efímera usurpación de al-Qahir, que arrebató el poder a al-Muqtadir en el 929; falleció durante los combates que permitieron la restauración.
Aunque el cambio de soberano había fracasado y Abdalá había perecido, antes había conseguido asentar su poder en Mosul y fundar en la práctica un emirato familiar en la zona. Durante sus largas ausencias para acudir a Bagdad, frecuentes en sus últimos años de vida, había delegado su autoridad en su primogénito, Hasán, el futuro Nasir al-Daulá. Tras su muerte, los tíos disputaron el poder a Hasán, disputa que se prolongó hasta que en el 935 este obtuvo de Bagdad la confirmación de su gobierno de la zona y de todo el territorio musulmán hasta la frontera bizantina.

### Comienzos bajo Hasán Nasir al-Daulá

Mapa de la Mesopotamia superior, núcleo del poder hamdánida

El joven Alí ibn Abdalá comenzó su carrera a las órdenes de su hermano; entró a su servicio en el 936, cuando Hasán le prometió darle el gobierno de Diyar Bakr (la región con centro en Amida) a cambio de que lo ayudase a luchar con Alí ibn Chaafar, gobernador rebelde de Mayyafariqin. Alí ibn Abdalá impidió que el rebelde recibiese ayuda de sus aliados armenios y se apoderó de la parte septentrional de la provincia aledaña de Diyar Mudar tras someter a las tribus qaisíes asentadas en torno a Saruj. Desde esta emprendió expediciones para socorrer a los emiratos musulmanes vecinos de los bizantinos (en la marca fronteriza o Thughur) e intervino en Armenia para desbaratar la creciente influencia bizantina en la región.
Mientras, Hasán se mezcló en las intrigas cortesanas abasíes. Desde el asesinato del califa al-Muqtadir en el 932, el Gobierno abasí había quedado desorganizado y en el 936 el poderoso gobernador de Wasit, Muhammad ibn Raíq, se arrogó el título de amir al-umara (jefe del Ejército) y con él el control efectivo sobre el Gobierno califal. El califa al-Radi quedó reducido a figurón y el funcionariado fue intensamente purgado y perdió gran parte de su poder. La posición de Ibn Raíq, no obstante, era precaria y pronto estalló una lucha por el cargo de amir al-umara e indirectamente por el control del califato entre los distintos notables y jefes militares turcos, que concluyó en el 946 con la victoria de los buyíes.
Hasán al principio tomó partido por Ibn Raíq, pero en elb 942 lo hizo asesinar y tomó para sí el cargo de amir al-umara, al tiempo que se daba el laqab honorífico de Nasir al-Daulá («Defensor de la Dinastía»). Los baridíes, una familia de Basora que también deseaba dominar al califa, siguió oponiéndosele, por lo que Nasir al-Daulá despachó contra ellos a su hermano Alí. Tras vencer a Abú'l Huseín al-Baridi en Madaín, se le confirió a Alí el gobierno de Wasit y el laqab de Saif al-Daulá («Espada de la Dinastía») por el que se le conoce. Este doble galardón a los dos hermanos hamdaníes fue el primero en el que se otorgó un laqab con la mención al-Dulá, de gran prestigio, a alguien que no fuese el visir, ministro principal del califa.
El triunfo hamdaní fue, sin embargo, efímero. Los hermanos estaban aislados en la corte y sin grandes apoyos entre los principales vasallos del califa,  los samaníes de Transoxiana y Muhammad ibn Tughj al-Ijshid de Egipto. Así, hubieron de abandonar Bagdad en el 943, cuando las tropas, compuestas fundamentalmente por turcos, dailamitas, cármatas y algunos árabes, se amotinaron por falta de paga acaudilladas por el turco Tuzun. El califa al-Muttaqui dio el título de amir al-umara a Tuzun, bpero pronto se enemistó con él y huyó al norte a refugiarse entre los hamdaníes. Sin embargo, Tuzun venció a Nasir al-Daulá y Saif al-Daulá; en el 944 los dos bandos alcanzaron un acuerdo por el que los hamdaníes conservaban la Mesopotamia superior y el gobierno nominal del Levante septentrional (que los hamdaníes no dominaban por entonces), a cambio de un oneroso tributo. A partir de entonces, Nasir al-Daulá devino tributario de Bagdad, sin por ello dejar de tratar de apoderarse de esta; estos intentos lo enemistaron con los buyíes, con los que disputó la batalla de Bagdad en el 946. Finalmente, Nasir al-Daulá tuvo que buscar el amparo de su hermano en el 958/9; Saif al-Daulá hizo un pacto con el emir buyí Muíz al-Daulá que le permitió luego a Nasir volver a Mosul.

### Fundación del emirato de Alepo

El Levante (Bilad al-Sham) y sus divisiones en los siglos y.

Los ijshidíes había dominado el norte de Siria desde el 935/6, hasta que Ibn Raíq se lo arrebató en el 939/40. Cuando Nasir al-Daulá sustituyó al asesinado Ibn Raíq en el 942, trató de apoderarse de la región, en especial de provincia de Diyar Mudar, que había tenido su difunto predecesor. Las tropas hamdaníes se hicieron con el valle del río Balij, pero los notables de la zona seguían prefiriendo a los ijshidíes, por lo que la autoridad hamdaní era precaria. Al-Ijshid no intervino directamente en la región, sino que optó por apoyar a Adl al-Bakchami, gobernador de Rahba. Al-Bakchami tomó Nísibis, donde Saif al-Daulá guardaba su tesoro, pero fue luego vencido, apresado por el primo de Saif al-Daulá Abú Abdalá al-Huseín ibn Saíd ibn Hamdán, y ajusticiado en febrero del 943 en Bagdad. Ibn Saíd ocupó entonces la provincia, desde Diyar Mudar a la Thughur. Conquistó Raqqa por asalto y Alepo capituló sin combatir en febrero del 944. Al-Muttaqui solicitó entonces la colaboración de al-Ijshid contra los distintos caudillos militares que deseaban someterlo a su voluntad. Los hamdaníes lo encerraron en Raqqa, pero en el verano del 944 al-Ijshid se presentó en Siria. Ibn Saíd abandonó Alepo a los egipcios, que luego acudieron a visitar al califa en Raqqa. Al-Muttaqui confirmó la posesión del Levante a al-Ijshid, pero se negó a trasladarse a Egipto, lo que le privó a partir de entonces del auxilio del señor egipcio. Al-Ijshid volvió a Egipto y al-Muttaqui, inerme y abatido, regresó a Bagdad; Tuzun lo cegó y depuso.
Esta era la situación en el Levante cuando Saif al-Daulá empezó a interesarse en ella. Los años anteriores habían estado repletos de derrotas y humillaciones a manos de Tuzun, a los que se sumó el fracaso de su intento de que el califa le hiciese amir al-umara. En el curso de este último proyecto había hecho asesinar a uno de sus adversarios, Muhammad ibn Inal al-Turchuman. El fracaso de los planes de su hermano en Irak, hicieron que Saif al-Daulá quedase en Nísibis con escasos ingresos y poca actividad, lo que a su vez le despertó el interés por el Levante. Nasir al-Daulá parece ser que animó a su hermano a marchar a la región tras el fracaso en ella de Ibn Saíd, convencido de que nadie podría evitar se que adueñase de ella. Así, provisto de dinero y tropas por su hermano, Saif al-Daulá invadió el norte de Siria tras la marcha de al-Ijshid. Se granjeó el apoyo de la tribu de los Banu Kilab, a la que pertenecía el gobernador que al-Ijshid había dejado en Alepo, Abú'l-Faz Uthman ibn Saíd al-Kilabi, lo que le permitió entrar en la ciudad sin luchar en octubre del 944.

#### Conflicto con al-Ijshid
Al-Ijshid raccionó a la invasión enviando al norte un ejército al mando de Abú al-Misk Kafur contra Saif al-Daulá, que por entonces estaba asediando Homs. Los dos ejércitos se enfrentaron en una batalla que concluyó con una victoria aplastante del hamdaní. Homs le abrió las puertas y Saif al-Daulá decidió marchar a continuación sobre Damasco. La ocupó brevemente a comienzos de 945, pero tuvo que abandonarla ante la hostilidad de la población. Al-Ijshid se presentó en el Levante al frente de un ejército en abril del 945, aunque al mismo tiempo se ofreció a acordar la paz con su enemigo: a cambio de ella le propuso que conservase en norte de Siria y las marcas fronterizas con los bizantinos (Thughur). Saif al-Daulá rechazó la propuesta, pero fue derrotado en mayo/junio y tuvo que replegarse a Raqqa. El ejército egipcio taló los alrededores de Alepo. En octubre los dos bandos alcanzaron un acuerdo, que seguía fundamentalmente lo propuesto antes por al-Ijshid: el señor egipcio reconocía la autoridad hamdaní en el norte de Siria y se avenía a pagar un tributo anual a cambio de que Saif al-Daulá renunciase a Damasco. El pacto se selló con la boda de Saif al-Daulá con una sobrina de al-Ijshid; el califa dio su asentimiento al pacto, aquiescencia meramente formal y le confirmó a Saif al-Daulá su laqab poco después.
El armisticio con al-Ijshid duró hasta la muerte de este en julio del 946, acaecida en Damasco. Entonces Saif al-Daulá se apresuró a marchar al sur, tomar Damasco y penetrar en Palestina. Allí le hizo frente nuevamente Kafur, que lo derrotó en diciembre. Saif al-Daulá se replegó entonces a Damasco y luego a Homs. Reunió tropas, entre ellas abundantes contingentes de las tribus árabes y en la primavera del 947 trató de recuperar Damasco. Fue derrotado nuevamente, lo que les permitió a los ijshidíes apoderarse de Alepo en julio. Kafur, que ostentaba el poder en el emitado egipcio desde la muerte de al-Ijshid, no aprovechó su ventaja, sino que se avino a parlamentar con el hamdaní. Para los ijshidíes, lo principal era conservar el sur del Levante y Damasco, no Alepo, puesto que aquel protegía Egipto por el este. Mientras controlasen la región, estaban dispuestos a permitir que los hamdaníes se hiciesen señores del norte del Levante. Eran conscientes de que les sería difícil mantener el control del Levante septentrional y Cilicia, que tenían desde antiguo lazos más estrechos con Mesopotamia septentrional e Irak que con Egipto. Permitiendo que los hamdaníes siguiesen en la zona obtenían un Estado que les protegía de las incursiones bizantinas e iraquíes y se ahorraban el tener que mantener un gran ejército lejos de Egipto en un momento en el que, por añadidura, los fatimíes ya los amenazaban por el oeste. Así, se reavivó el acuerdo del 945, salvo porque los Ijshidíes dejaron de pagar tributo a sus vecinos del norte por conservar Damasco. La frontera que se estableció entre el Levante septentrional, con influencia de Mesopotamia superior y el meridional dominado por Egipto perduró hasta el 1260, cuando los mamelucos se apoderaron del conjunto de la región.

Los territorios hamdaníes en su apogeo, en torno al 955

Saif al-Daulá, que volvió a Alepo en el otoño, obtuvo merced al pacto un gran territorio: las tierras levantinas del norte (los distritos militares (yund) de Homs, Qinnasrin y al-Awasim) al norte de la frontera que iba desde los alrededores de Homs hasta la costa, a la altura de Tartus, además de casi todo  Diyar Bakr y Diyar Mudar en la Mesopotamia superior occidental. También tenía cierta autoridad nominal sobre las ciudades cilicias de la frontera bizantina. Su señorío era sirio-mesopotámico y contaba con dos capitales: Alepo, donde solía residir Saif al-Daulá, y Mayyafariqin, desde donde se administraban los territorios más orientales. Estos los tenía Saif al-Daulá teóricamente como feudos de su hermano mayor Nasir al-Daulá, pero en realidad su poder político y la extensión de sus dominios le permitieron obrar independientemente de este. Aunque Saif al-Daulá siguió mostrando gran respeto por su hermano mayor, la relación de poder entre los dos se había invertido y era él ya el más poderoso de los dos.

#### Revueltas tribales árabes
El principal rival de Saif al-Daulá aparte de los ijshidíes eran los levantiscos árabes de las tribus, con los que tuvo que congraciarse. Por aquella época, el norte de Siria lo dominaban varias tribus árabes que se habían asentado en ella en tiempos de los omeyas o incluso antes. En la comarca de Homs se hallaban los Banu Kalb y los Banu Tayi, mientras que en el norte, la franja que iba del Orontes hasta allende el Éufrates la señoreaban las tribus qisíes de los Uqail, Numair, Banu Kab y Banu Qushair, fundamentalmente nómadas, y los Banu Kilab, concentrados en torno a Alepo. Más al sur se encontraban los Tanuj, yemeníes, asentados alrededor de Maarat an-Numan, mientras que las costas estaban pobladas por Bahra y kurdos.
En la relación con ellos, tuvo gran peso el que Saif al-Daulá fuese árabe y no turco o persa, como otros muchos señores musulmanes de la época en Oriente Próximo, que tenían un origen militar esclavo (ghilman). Esto le facilitó conseguir el apoyo de las tribus árabes; los beduinos tuvieron un papel destacado en su administración. Pese a ello, los no árabes, especialmente los militares esclavos —frecuentemente turcos—, tuvieron una importancia fundamental y creciente en el Estado hamdaní, característica que compartió con los demás de la zona y con el califato abasí tardío. Esto es evidente en la composición del ejército: junto a la caballería tribal árabe, a menudo poco fiable y atraída más por el saqueo que por la lealtad a la dinastía o la disciplina, las huestes hamdaníes contaban con una importante infantería pesada dailamita, arqueros montados turcos y caballería ligera kurda. A estas fuerzas se sumaban, especialmente en los combates con los bizantinos, las guarniciones de las marcas fronterizas (Thughur), en las que abundaban los voluntarios (gazi) venidos de todo el mundo musulmán.
Saif al-Daulá emprendió una serie de campañas para consolidar su poder, después de que los ijshidíes hubiesen reconocido su autoridad en el norte del Levante. Su objetivo primordial fue reforzar el control del litoral y de las rutas que lo comunicaban con el interior. Las operaciones concluyeron con el arduo sitio de Barzuya en el 947-948, que defendía un bandido kurdo y desde la que dominaba la parte baja del valle del Orontes. En el centro de Siria estalló una rebelión de inspiración cármata entre los Kalb y Tayi a finales del 949, que acaudilló un tal Ibn Hirrat al-Ramad. La suerte sonrió al principio a los sublevados, que prendieron al gobernador hamdaní de Homs, pero la rebelión fue pronto sofocada. Los intentos de los administradores hamdaníes por impedir que los beduinos molestasen a las comunidades árabes sedentarias del norte desencadenó revueltas entre 950 y 954, que hubo de aplastar el ejército del emir.
En el 955 se desencadenó una gran rebelión en la que participaron todas las tribus, las nómadas y las sedentarias, incluso la de los Kilab, estrechamente aliada a los hamdaníes. Saif al-Daulá la aplastó rápidamente mediante una dura represión en la que empujó a algunas tribus al desierto, para obligarlas a capitular o a morir en él, combinada con la diplomacia, que atizó las diferencias entre las tribus. Así, a los Kilab les ofreció la paz y la recuperación de su antiguo favor, además de nuevas tierras de los Kalb, a los que expulsó de ellas junto a los Tayi; los Kalb se asentaron en las llanuras al norte de Damasco y los Tayi, en los Altos del Golán. A los Numair también se les despojó de sus tierras y se los animó a que se asentasen en la comarca de Harrán, en Mesopotamia.
El aplastamiento de la sublevación marcó el apogeo de Saif al-Daulá. Durante algunos meses de ese año, el señorío del kurdo Daisam en  torno a Salmas, en Azerbaiyán, lo reconoció como señor, hasta que Daisam perdió el poder y fue apresado por Marzuban ibn Muhammad.

## Guerras con los bizantinos

Los principados caucásicos, la frontera oriental bizantina y el norte de Siria y la Mesopotamia superior a principios del siglo.

Al adueñarse de las fronteras siria e iraquí (Thughur) con Bizancio en el 945/946, Saif al-Daulá devino el principal enemigo del imperio y la guerra con este fue su preocupación principal. Gran parte de la fama de Saif al-Daulá se debe precisamente a esta, si bien no pudo alzarse con la victoria sobre los bizantinos.
Estos se habían impuesto a sus vecinos musulmanes en oriente a comienzos del siglo X. La decadencia abasí a partir del 861 (la llamada «anarquía de Samarra») precedió a la batalla de Lalakaon del 863, que acabó con el poder del emirato fronterizo de Malatya y marcó el comienzo de la conquista gradual bizantinas de las marcas fronterizas musulmanas. Aunque el emirato cilicio de Tarso conservó su poderió y Malatya siguió defendiéndose de las acometidas bizantinas, en la segunda mitad del siglo los bizantinos vencieron a los aliados paulicianos de Malatya, alcanzaron el alto Éufrates, y ocuparon las montañas situadas al norte de la ciudad. A partir del 927, la paz en la frontera balcánica le permitió al imperio concentrar sus fuerzas, cuyo mando ostentó Juan Curcuas, en la oriental y emprender una serie de campañas que concluyeron con la conquista de Malatya en el 934, que tuvo gran trascendencia para los demás emiratos musulmanes de la zona. Los bizantinos se apoderaron luego de Arsamosata (en el 940) y de Qaliqala (949).
Las conquistas bizantinas suscitaron una gran respuesta en el mundo musulmán: numerosos voluntarios, civiles y militares, acudieron a participar en la guerra santa contra el imperio. Saif al-Daulá, afectado por el ambiente belicoso, asumió también el espíritu de la yihad. El ascenso de los hermanos hamdaníes en las marcas fronterizas y la Mesopotamia superior aconteció así en un momento de pujanza bizantina y clara incapacidad abasí para impedir las conquistas del imperio enemigo. Ante la pasividad e indiferencia de otros señores musulmanes, los esfuerzos de Saif al-Daulá por defender la fe hicieron de él el héroe del momento y le granjearon amplias simpatías entre la población musulmana.

### Primeras campañas
Saif al-Daulá entró en guerra con los bizantinos en el 936, encabezando una expedición de socorro a Samósata, ciudad que por entonces asediaban. Hubo de abandonar la campaña cuando estalló una rebelión a su espalda, por lo que solamente pudo enviar unos pocos refuerzos a los cercados, lo que no evitó la conquista de la ciudad poco después. Taló la comarca de Malatya en el 938 y arrebató a los bizantinos el castillo de Jarpete. Algunas fuentes árabes indican que obtuvo una gran victoria sobre Curcuas, lo que no parece haber detenido el avance de los bizantinos en la zona. La campaña más importante que emprendió en estos años fue la de 939-940, en la que invadió el suroeste de Armenia, obtuvo la cesión de algunas fortalezas de los príncipes de la región y su sometimiento —el de los kaisitas musulmanes de Manzikert, los Bagratuni cristianos de Tarón y los Gagik Artsruni de Vaspurakan, también cristianos— que antes se habían pasado a los bizantinos; seguidamente viró a oeste y devastó el territorio enemigo hasta Colonea. Así desbarató el cerco bizantino de Qaliqala, pero no pudo repetir la incursión de los años siguientes, preocupado por las guerras de su hermano en Irak. Perdió así la oportunidad de aprovechar los recelos de los príncipes armenios por el expansionismo bizantino, que podía haberle permitido coligarse con ellos para frenar a estos; no sucedió así y el imperio, sin oposición que lo detuviese, acabó apoderándose de Qaliqala y afirmando su dominio de la zona.

#### Vcitorias y derrotas (945-955)

La frontera arabo-bizantina

Saif al-Daulá reanudó la lucha con los bizantinos en el 945/946, tras recuperar Alepo el año anterior. Desde entonces hasta su muerte, fue el principal enemigo de los bizantinos en oriente y disputó más de cuarenta batallas con ellos. Pese a sus frecuentes y devastadoras incursiones en las provincias fronterizas del imperio y en Asia Menor en general y a sus victorias en batallas campales, su estrategia fue fundamentalmente defensiva y nunca trató verdaderamente de disputar al enemigo los puertos de montaña o de coligarse con otros señores de la región para arrebatar a los bizantinos sus conquistas. Comparado con el imperio de nuevo en auge, su principado era un territorio menor que no podía compararse en recursos con los de aquel: las fuentes árabes contemporáneas indican que los ejércitos bizantinos contaban con doscientos mil soldados (cifra exagerada, pero señal de la pujanza enemiga) mientras que Saif al-Daulá apenas pudo reunir a lo sumo treinta mil.
Las campañas hamdaníes contra los bizantinas también se vieron estorbadas por el sistema fronterizo de la Thughur. Esta marca militarizada Thughur era cara de mantener y requería aportes constantes de dinero y abastos de otros territorios. Cuando los hamdaníes obtuvieron su control, lo que quedaba del califato perdió todo interés por sostenerla y la táctica de tierra quemada que empleaban los bizantinos hacía cada vez más difícil que se abasteciese con sus propios recursos. Además, las ciudades de la marca fronteriza mantenían continuas rivalidades y su sometimiento a Saif al-Daulá se debía únicamente a su caudillaje carismático y a sus victorias; cuando los bizantinos se impusieron y el prestigió hamdaní menguó, las ciudades tendieron a defender únicamente sus intereses indivicuales. El origen mesopotámico de Saif al-Daulá probablemente también influyó en su estrategia y le hizo desatender la flota y el Mediterráneo en general, a diferencia de la mayoría de los Estados que han dominado el Levante a lo largo de la historia.
La incursión del invierno del 945/946 tuvo un alcance limitado y seguidamente los dos bandos acordaron un intercambio de prisioneros. La contienda se apaciguó durante los dos años siguientes, hasta el 948. Saif al-Daulá desbarató una invasión enemiga ese año, pero no pudo impedir que los bizantinos al mando de  León Focas el Joven —hijo del doméstico de las escolas Bardas Focas— saqueasen Hadath, una de las principales plazas musulmanas de la marca del Éufrates. Las expediciones que abordó en los dos años siguientes también fracasaron. En el 949 corrió el thema de Licando, del que fue expulsado; los bizantinos respondieron pillando Marash, batiendo a un ejército de Tarso y talando a su vez la zona hasta Antioquía. Al año siguiente penetró con una gran hueste en territorio imperial y devastó los themas de Licando y Carsiano, pero cuando volvía a su emirato cayó en una celada que le tendió León Focas en un puerto de montaña. En la emboscada, que hizo que la expedición recibiese el nombre de ghazwat al-musiba («expedición espantosa»), Saif al-Daulá perdió ocho mil hombres y casi la vida.
Pese a ello se negó a firmar la paz con Constantinopla y llevó a cabo una nueva correría por Licando y Malatya, hasta que la llegada del invierno le obligó a ponerle fin. Al año siguiente, se concentró en reconstruir los castillos de Cilicia y el norte de Siria, entre ellos los de Marash y Hadath. Bardas Focas trató de estorbar las obras, pero fue vencido. Emprendió una nueva campaña en el 953, pero, pese a contar con un ejército bastante mayor que el Saif al-Daulá, este lo derrotó con contundencia en la batalla que disputaron cerca de Marash, victoria que celebraron los panegiristas del hamdaní. El jefe bizantino perdió también a su benjamín, Constantino, que apresaron los hamdaníes. La siguiente expedición de Focas, el año siguiente, también concluyó en derrota, lo que permitió a Saif al-Daulá completar el remozamiento de las fortalezas de Samosata y Hadath. Saif al-Daulá desbarató asimismo la acometida bizantina del 955.

#### Preponderancia bizantina (956-962)
Las derrotas que Saif al-Daulá había infligido a Bardas Focas determinaron que fuese sustituido por su primogénito, Nicéforo Focas. Acompañado de capaces lugartenientes como su propio hermano Leóny su sobrino Juan Tzimisces, Nicéforo invirtió la situación de la guerra. El nuevo doméstico de las escolas (jefe del Ejército) también se benefició del fruto de las reformas militares bizantinas, que crearon un ejército más profesional que el de antaño.

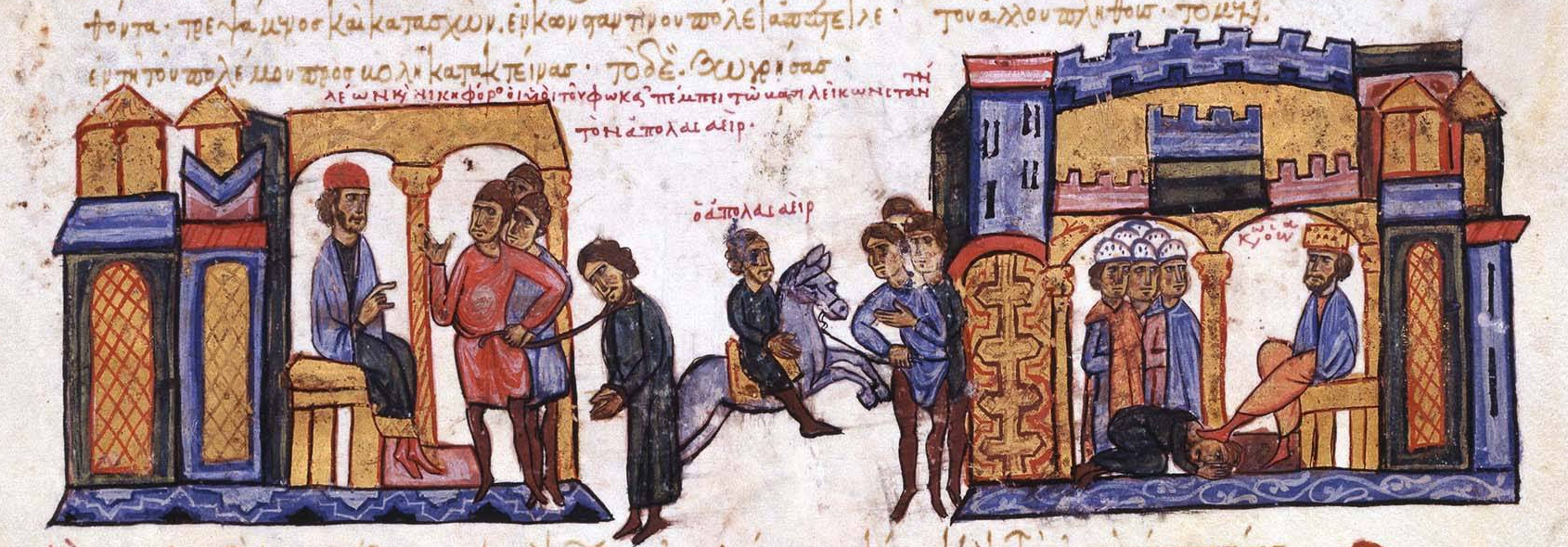
León Focas envía a Abí'l-Ashaír a Constantinopla, donde se le somete a una humillación ritual. Miniatura del Skylitzes Matritensis

Saif al-Daulá desbarató el previsto asalto de Tzimisces a Amida en la primavera del 956 al adelantarse e invadir el imperio. Tzimisces, por su parte, le cortó la retirada apoderándose de un puerto de montaña y acosándolo a la vuelta de la incursión. Los dos bandos disputaron una reñida batalla en medio de una lluvia torrencial que concluyó con victoria musulmana: Tzimisces perdió en ella cuatro mil soldados. Sin embargo, León Focas invadió Siria y batió y apresó a Abú'l-Ashaír, primo de Saif al-Daulá al que este había dejado a cargo del emirato en su ausencia. Ese mismo año, Saif al-Daulá hubo de acudir en auxilio de Tarso, atacado por una escuadra bizantina venida del Thema Cibirreota. Nicéforo conquistó y arrasó Hadath en el 957; Saif al-Daulá no pudo impedirlo, pues estaba enfrascado en desbaratar una conjura de oficiales que planeaban entregarlo a los bizantinos a cambio de una recompensa. Hizo ajusticiar a ciento ochenta de sus ghilman y mutilar a otros doscientos en castigo por la conspiración. Tzimisces invadió la Mesopotamia superior en la primavera del año siguiente, conquistó Dara, y venció a un ejército de diez mil soldados que mandaba uno de los lugartenientes favoritos de Saif al-Daulá, el circasiano Nacha, cerca de Amida. Seguidamente y de consuno con el Paracoimomeno Basilio Lecapeno, expugnó Samósata y aplastó al ejército de socorro que mandaba el mismo Saif al-Daulá. Los bizantinos aprovecharon la debilidad hamdaní y en el 959 León Focas saqueó varias fortalezas enemigas y alcanzó Cirro.

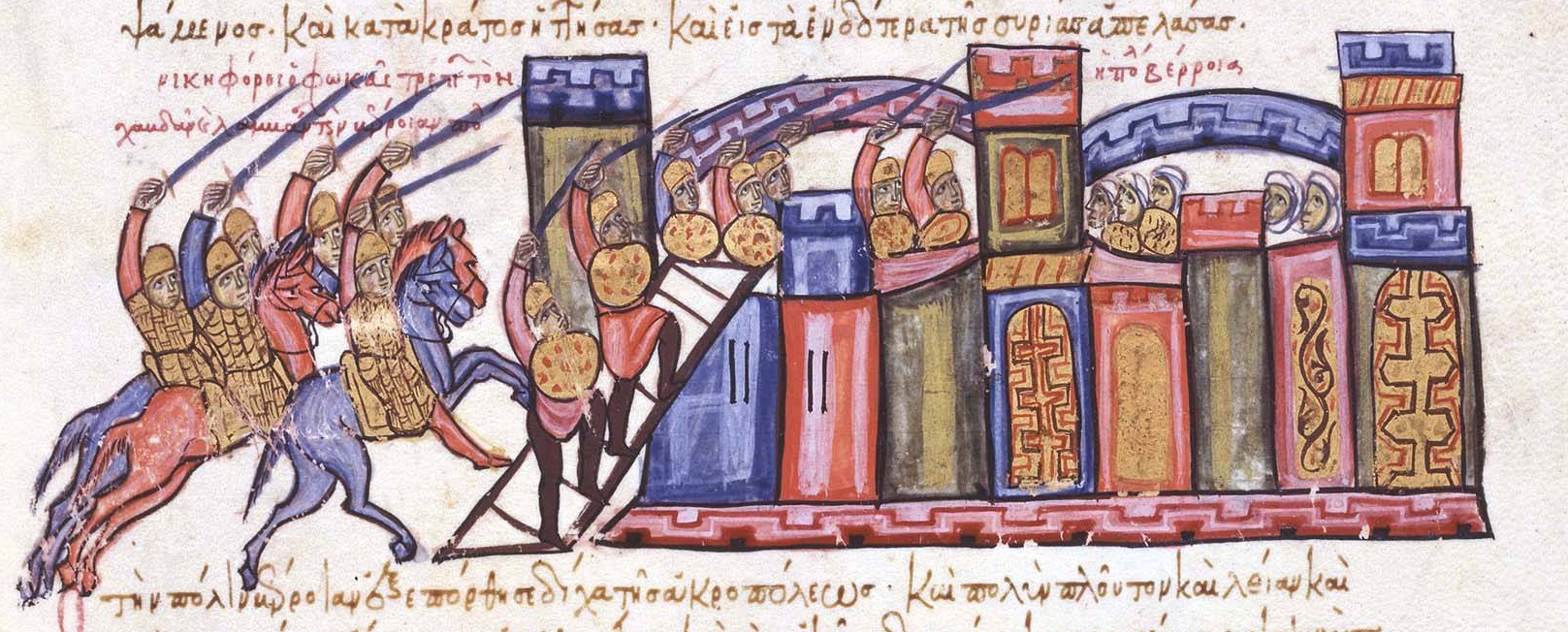
Conquista bizantina de Alepo en una miniatura del Skylitzes Matritensis

Saif al-Daulá trató de aprovechar la ausencia de Nicéforo Focas y de gran parte de su ejército, que habían marchado a reconquistar Creta para recuperar posiciones. Invadió el imperio con un gran ejército y saqueo la fortaleza de Carsiano. Cuando volvía al emirato, sus huestes casi fueron aniquiladas en una emboscada que les tendieron León Focas y sus hombres. Saif al-Daulá volvió a librarse del cautiverio, pero la derrota supuso el fin de su poderío militar. Los gobernadores de la zona empezaron a pactar con los bizantinos y la autoridad hamdaní peligró incluso en la propia capital del emirato. Saif al-Daulá hubiese necesitado tiempo para recuperarse del descalabro, pero Nicéforo Focas comenzó a preparar una expedición contra él en cuanto volvió de su victoriosa conquista de Creta en el verano del 961. Los bizantinos atacaron esta vez durante el invierno, sorprendiendo así a los árabes. Se apoderaron de Anazarba en Cilicia, devastaron la zona y perpetraron matanzas para impelir a la población musulmana a huir. Nicéforo se retiró a territorio bizantino para celebrar la Pascua y Saif al-Daulá lo aprovechó para penetrar en Cilicia y someterla a su autoridad directa. Acometió la reconstrucción de Anazarba, pero las obras no habían concluido cuando Nicéforo reanudó las operaciones en el otoño y obligó a Saif al-Daulá a abandonar la región. El ejército bizantino, que se afirma contaba con setenta mil hombres, tomó Marash, Sisium, Duluk y Manbij, asegurándose de esta manera los puertos del Anti-Tauro. Saif al-Daulá envió a su ejército al norte al mando de Nacha para enfrentarse a los bizantinos, pero estos evitaron el choque. Nicéforo condujo a sus huestes a sur y a mediados de diciembre apareció por sorpresa ante Alepo. Venció a un ejército reunido apresuradamente junto a las murallas de la ciudad y luego tomó esta por asalto; la saqueó a excepción de la ciudadela, que no pudo conquistar. Los bizantinos se marcharon con diez mil cautivos, la mayoría hombres. Saif al-Daulá retornó a su capital, arruinada y medio desierta, y la repobló con refugiados de Qinnasrin.

### Enfermedad, rebeliones y muerte
No hubo ataques bizantinos en el 963, porque Nicéforo estuvo ese año preparándose para obtener el trono imperial, pero ese año Saif al-Daulá comenzó a sufrir hemiplejia y se agravaron sus problemas urinarios e intestinales, por lo que tuvo que moverse en litera. Las enfermedades limitaban su capacidad para intervenir personalmente en los asuntos de Estado; al poco abandonó Alepo, que dejó en manos del chambelán, Qarquya, y pasó sus últimos años en Mayyafariqin, dejando el mando de las operaciones militares contra los bizantinos y los rebeldes a sus principales ghilman. Su debilitamiento físico y las derrotas que había sufrido —en especial el saqueo de Alepo en el 962— socavaron su autoridad, que dependía mucho de las victorias bélicas.
En consecuencia, el emir de Tarso Ibn az-Zayat, intentó volver a someterse directamente a los abasíes en el 961, si bien no lo consiguió. Dos años después el sobrino de Saif al-Daulá y gobernador de Harrán, Hibatalá, se rebeló contra él y asesinó a su secretario cristiano, pronunciándose en favor de su propio padre, Nasir al-Daulá. Saif al-Daulá envió a Nacha a someter al rebelde, que huyó a buscar amparo a la corte paterna, pero el propio Nacha se sublevó entonces y atacó Mayyafariqin, cuya defensa dirigió la esposa de Saif al-Daulá, para entregársela a los buyíes. Nacha fracasó en el intento y se retiró a Armenia, donde se adueñó de varias fortalezas en torno al lago Van. Volvió a intentar apoderarse de Mayyafariqin en el otoño del 964, pero tuvo que cejar en el empeño para sofocar una revuelta en sus nuevas posesiones armenias. El propio Saif al-Daulá viajó a Armenia a reunirse con su antiguo lugarteniente, que volvió a someterse a él pacíficamente, aunque fue luego asesinado en Mayyafariqin en el invierno del 965, probablemente por orden de la mujer de Saif al-Daulá.
Pese a su enfermedad y a la hambruna que aquejaba el emirato, Saif al-Daulá llevó a cabo tres incursiones en Asia Menor en el 963. En una llegó hasta Iconio, pero Tzimisces, que había sucedido a Nicéforo en el mando de los ejércitos orientales respondió invadiendo a su vez Cilicia durante el invierno. Destruyó un ejército árabe en el llamado «Campo de la Sangre» cerca de Adana y sitió infructuosamente Mopsuestia antes de retirarse por falta de abastos. Nicéforo, para entonces ya emperador, volvió a combatir en el este en el otoño del 964, sin encontrar gran oposición. Cercó Mopsuestia, que no pudo tomar, y se retiró cuando la hambrina empezó a extenderse por la provincia. El emperador regresó al año siguiente, expugnó la ciudad y deportó a sus habitantes. El 16 de agosto del 965, los habitantes de Tarso también capitularon, a cambio de salvoconducto para emigrar a Antioquía. Cilicia devino provincia bizantina y Nicéforo acometió su recristianización.
Ese mismo año de 965, hubo dos grandes rebeliones en el emirato. La primera la encabezó un antiguo gobernador de la costa, el antiguo cármata Maruán al-Uqaili, y alcanzó grandes proporciones: los rebeldes se apoderaron de Homs, vencieron a un ejército que se despachó contra ellos y avanzaron hasta Alepo, aunque al-Uqayli fue herido en una batalla que se disputó junto a ella y murió al poco. En el otoño estalló una sublevación aún más grave en Antioquía, cuyo cabecilla fue el antiguo gobernador de Tarso Rashiq ibn Abdalá al-Nasimi y se debió a la incapacidad de Saif al-Daulá para frenar a los bizantinos. Al-Nasimi reunió un ejército en la ciudad y marchó a sitiar Alepo, que defendían los ghilman de Saif al-Daulá Qarquya y Bishara. Los rebeldes se hicieron con la parte baja de la ciudad tras tres meses de asedio, pero entonces falleció al-Nasimi. Le sucedió al mando de los rebeldes un dailamita de nombre Dizbar. Este venció a Qarquya y conquistó Alepo, pero luego la abandonó para hacerse con el control del norte de Siria. La rebelión está narrada en la Vida del patriarca Cristóbal de Antioquía, aliado de Saif al-Daulá. Ese mismo año, Saif al-Daulá sufrió un duro golpe personal: la muerte de dos de sus hijos, Abú'l-Maqarim y Abú'l-Baraqat.
A principios del 966, solicitó una tregua a los bizantinos, que se la concedieron; se verificó entonces un intercambio de prisioneros, en Samósata. Saif al-Daulá rescató a numerosos cautivos mediante un oneroso dispendio; los liberados, no obstante, se unieron a Dizbar. Saif al-Daulá decidió enfrentarse a este: volvió a Alepo en litera y al día siguiente de alcanzar la ciudad batió al ejército enemigo, ayudado por el cambio de bando de los Banu Kilab, que abandonaron a Dizbar. Los sublevados que sobrevivieron al combate fueron severamente castigados. Pese a la victoria, Saif al-Daulá no estaba en situación de hacer frente a Nicéforo, que reanudó la guerra. El emir hamdaní se refugió en el castillo de Shaizar mientras los bizantinos talaban la Mesopotamia superior; seguidamente estos marcharon al norte de Siria, donde atacaron Manbij, Alepo e incluso Antioquía, cuyo nuevo gobernador, Taki al-Din Muhammad ibn Musa, se pasó a sus filas llevando consigo el tesoro de la ciudad. Saif al-Daulá regresó a Alepo a principios de febrero del 967; falleció en la ciudad pocos días después (una fuente afirma, sin embargo, que murió en Mayyafariqin). Su cadáver fue embalsamado y enterrado en el mausoleo de Mayyafariqin, junto a su madre y su hermana. Se afirma que se le colocó bajo la cabeza un ladrillo hecho con polvo recogido de su armadura tras sus campañas. Le sucedió en el trono del emirato el único hijo que le sobrevivió (que había tenido con su prima Sajina), Abú'l-Maali Sharif, más conocido como Sad al-Daulá, que tenía a la sazón quince años. El reinado de este estuvo marcado por la inestabilidad interna y hasta el 977 no pudo hacerse con la capital del emirato. Para entonces lo que quedaba de este había perdido todo poder y era un territorio disputado entre los bizantinos y la nueva potencia oriental, el Califato fatimí de Egipto.

## Actividad cultural y legado
Saif al-Daulá se rodeó de eminentes intelectuales, entre los que destacan los ilustres poetas al-Mutanabbi y Abú Firas, el predicador Ibn Nubata, el filólogo Ibn Chini, y el destacado filósofo al-Farabi. La estancia de al-Mutanabbi en la corte de Saif al-Daulá fue la de su apogeo como poeta. Pasó nueve años en Alepo, durante los que escribió veintidós panegíricos al emir, en lo que mezcló los tópicos ensalzadores de la poesía preislámica con muestras de sincero afecto por Saif al-Daulá. El célebre poeta e historiador Abú'l-Farach al-Isfahani también formó parte de la corte hamdaní y le dedicó su principal enciclopedia de poesía y canciones, Kitab al-Aghani, a Saif al-Daulá. Abú Firas era primo de Saif al-Daulá y se había criado en su corte; su hermana Sajina se había casado con el emir y él mismo fue nombrado gobernador de Manbij y Harrán. Abú Firas acompañó a Saif al-Daulá en sus campañas contra los bizantinos y fue hecho cautivo en dos ocasiones. Durante su segundo cautiverio en 962-966, escribió su famoso Rumiyat o conjunto de poemas bizantinos. El mecenazgo de poetas también tenía una utilidad política: entre las labores de los poetas cortesanos estaba la de alabar al emir y la poesía sirvió para extender la influencia de Saif al-Daulá por todo el mundo musulmán. Si bien Saif al-Daulá fue especialmente generoso con los poetas, también mantuvo a expertos en asuntos religiosos, historia, filosofía y astronomía; su corte se podía comparar sin desdoro a cualquiera de la Italia renacentista.
A diferencia de la mayoría de la población de la zona, casi totalmente suní, Saif al-Daulá profesó la variante duodecimana del chiismo. El fundador de la secta alauí, al-Jasibi, gozó de la protección del emir. Al-Jasibi hizo de Alepo el centro de su nueva secta, desde donde envió predicadores incluso hasta Persia y Egipto. Su principal obra teológica, Kitab al-Hidaya al-Kubra, la dedicó a su patrón hmadaní. La promoción del chiismo que llevó a cabo Saif al-Daulá desencadenó un proceso de conversión que hizo del Levante una zona con copiosa población chií en el siglo XII.
Tuvo asimismo un papel crucial en la historia de las dos capitales de su emirato, Alepo y Mayyafariqin. El que las escogiese por capitales hizo de ellas centros urbanos importantes; además, construyó en ellas nuevos edificios y las dotó de nuevas fortificaciones. Alepo se benefició en especial del patrocinio del emir: entre las obras hizo en ella, destacan el gran palacio de Halba, a las afueras, y sus jardines y  acueducto. Fue durante su reinado cuando Alepo pasó a ser la principal ciudad de la Siria septentrional.

## Legado político

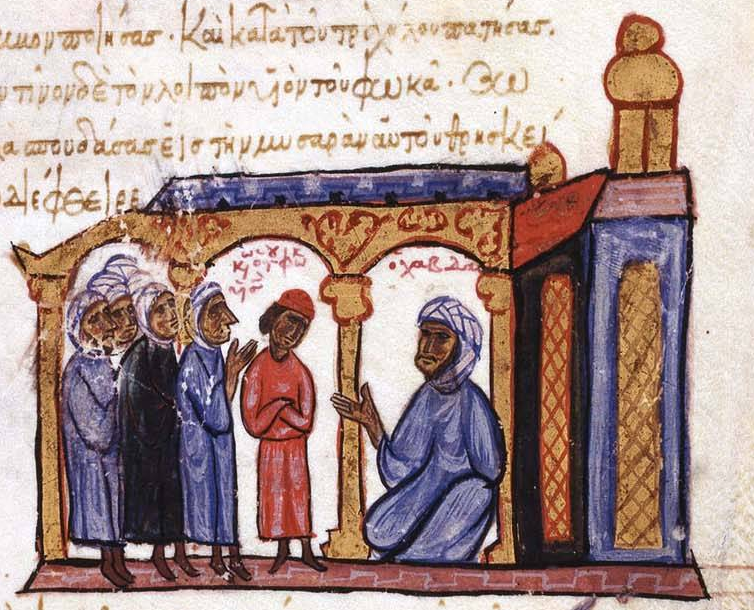
Representación de Saif al-Daulá y su corte, en el Skylitzes Matritensis

Saif al-Daulá es uno de los caudillos árabes medievales que mejor se conocen. Su gallardía y el haber encabezado la guerra contra los bizantinos pese a hallarse en inferioridad de condiciones, su actividad literaria y mecenazgo de poetas que le dieron a su corte un brillo cultural sin par, las calamidades que sufrió en sus últimos años, su enfermedad y las traiciones que sufrió hicieron de él ya en su época la personificación trágica del ideal árabe de la caballerosidad, imagen que ha perdurado.
Su política, sin embargo, no fue tan apreciada por sus contemporáneos: el cronista Ibn Hawqal, que viajó por su emirato, describe la opresión y la explotación económica del pueblo llano, que tenía relación con la costumbre hamdaní de expropiar vastas fincas en las zonas más fértiles para dedicarlas al monocultivo de cereales con el fin de asegurar el alimento a la creciente población bagdadí. A esto se le sumaba la onerosa tributación que tanto Saif al-Daulá como su hermano Nasir impusieron en sus dominios y que parece que hicieron de ellos los príncipes más ricos del mundo musulmán y les permitió sufragar sus costosas cortes, aunque a costa del bienestar de sus súbditos. Incluso Alepo parece haber sido más próspera en el posterior período mirsadí que en el hamdaní. La política económica y las continuas guerras de Saif al-Daulá alteraron permanentemente la región: destruyeron huertos y jardines anejos a las ciudades, mermaron el policultivo, antes próspero, y despoblaron las estepas fronterizas; esta destrucción parcial de la vegetación de la zona facilitó su ocupación por las tribus seminómadas en el siglo XI.
Sus guerras concluyeron finalmente en derrota: las conquistas bizantinas siguieron tras su muerte, y culminaron en la conquista de Antioquía en el 969. Alepo devino vasalla del imperio; durante cincuenta años se la disputaron los bizantinos y los fatimíes egipcios, la nueva potencia musulmana de la región. Dada la disparidad de fuerzas, la derrota hamdaní ante los bizantinos era inevitable. La debilidad de Saif al-Daulá frente al imperio fue mayor porque su hermano Nasir al-Daulá no colaboró en la guerra y por las revueltas y por lo endeble de su autoridad en gran parte de sus territorios. La fama marcial de Saif al-Daulá oculta a menudo su debilidad financiera, escasez de tropas y reducido control territorial efectivo.